# Thou Shalt Not Rubber
Thou Shalt Not Rubber è un cortometraggio muto del 1913. Il nome del regista non appare nei credit del film, che è interpretato da Bobby Vernon e Louise Fazenda. Alcune fonti propongono come regista (anche se non confermato) il nome di Allen Curtis.

## Produzione
Il film fu prodotto da Carl Laemmle per l'Independent Moving Pictures Co. of America (IMP).

## Distribuzione
Distribuito dall'Universal Film Manufacturing Company, il film - un cortometraggio di 150 metri - uscì nelle sale statunitensi l'11 ottobre 1913. Nelle proiezioni, veniva programmato con il sistema dello split reel, accorpato in un'unica bobina con un altro cortometraggio, il film di animazione Hilarities by Hy Mayer di Hy Mayer.
Non si conoscono copie ancora esistenti della pellicola.